# Arnoldo Rinnert
Arnoldo Rinnert (Trombudo Central, 2 de março de 1938 – 30 de janeiro de 2007) foi um empresário e político brasileiro.
Filho de Carlos Rinnert e de Emília Rinnert. Casou com Alzira Rinnert.
Foi prefeito de Trombudo Central, de 1983 a 1988. Foi eleito deputado estadual para a Assembleia Legislativa de Santa Catarina, pelo Partido da Frente Liberal (PFL), com 14.258 votos, na 12ª Legislatura (1991-1995).